# Julian Gollop
Julian Gollop (* 1965 in Harlow) ist ein britischer Spieleentwickler. Er ist vor allem bekannt als Begründer der X-COM-Reihe, welche er zusammen mit seinem Bruder Nick und ihrer gemeinsamen Firma Mythos Games entwickelte. Mit der von ihm 2013 gegründeten Firma Snapshot Games entwickelte er zuletzt Phoenix Point, das Parallelen zu X-COM aufweist. IGN zählte ihn zu den hundert besten Computerspielentwicklern aller Zeiten.

## Biografie

### Kindheit
Julian Gollop wurde 1965 in Harlow, England, geboren und wuchs dort auf. Als er in der Sekundarstufe Heimcomputer kennenlernte, entdeckte er seine Leidenschaft für komplexe Strategiespiele und begann, eigene Spiele zu entwickeln und zu spielen.

### Anfänge
Während seiner Schulzeit begann Gollop bereits 1982, Computerspiele zu entwerfen und zu programmieren. Seine ersten veröffentlichten Spiele waren Islandia und Time Lords, die er zusammen mit seinem Schulfreund und Programmierer Andy Greene für den BBC Micro entwickelte.
Obwohl Gollop eigentlich Soziologie an der London School of Economics studierte, verbrachte er mehr Zeit damit, Videospiele wie Chaos: The Battle of Wizards und Rebelstar zu entwickeln, als zu lernen.

### Mythos Games
1988 gründete er zusammen mit seinem Bruder Nick Gollop die Videospielentwicklungsfirma Target Games, die später in Mythos Games umbenannt wurde. Trotz des Erfolgs seiner Spiele musste Mythos Games 2001 schließen, nachdem ein wichtiger Verleger von einem Unternehmen aufgekauft wurde, das seine Verpflichtungen für The Dreamland Chronicles zurückzog: Freedom Ridge, an dem Mythos Games gerade arbeitete, zurückzog.

### Codo Technologies
Nach der Schließung von Mythos Games gründeten die Gollop-Brüder Codo Technologies, da sie enttäuscht darüber waren, wie Mainstream-Publisher sie bei Mythos Games behandelt hatten. Ihr erstes Spiel war Laser Squad Nemesis, ein rundenbasiertes Taktikspiel mit asynchronen Multiplayer-Play-by-E-Mail-Funktionen, das ein monatliches Abonnement erforderte. Sie entwickelten noch ein weiteres Spiel, Rebelstar: Tactical Command, bevor Gollop 2006 mit seiner Frau nach Bulgarien zog.

### Ubisoft Sofia
In Bulgarien begann Gollop bei Ubisoft in Sofia als Spieldesigner zu arbeiten und wurde schnell zum Produzenten befördert. Schließlich leitete er die Entwicklung von Tom Clancy's Ghost Recon: Shadow Wars für den Nintendo 3DS und war Co-Creative Director von Assassin’s Creed III: Liberation für die PlayStation Vita. 2012 verließ er Ubisoft mit Ideen für Remakes von Spielen aus seiner früheren Karriere.

### Snapshot Games
Seit 2017 ist Gollop CEO und Chefdesigner von Snapshot Games, einem unabhängigen Videospielentwickler, den er 2013 zusammen mit David Kaye gegründet hat. Das erste Spiel des Studios, Chaos Reborn, wurde 2015 veröffentlicht, gefolgt von der Entwicklung von Phoenix Point, das im Dezember 2019 veröffentlicht wurde.

## Spiele mit seiner Beteiligung
| Spiel                                   | Jahr      | Entwickler         | Publisher                             |
| --------------------------------------- | --------- | ------------------ | ------------------------------------- |
| Time Lords                              | 1983      | Julian Gollop      | Red Shift                             |
| Islandia                                | 1983      | Julian Gollop      | Red Shift                             |
| Battlecars                              | 1984      | SLUG Julian Gollop | Games Workshop                        |
| Nebula                                  | 1984      | Julian Gollop      | Red Shift                             |
| Rebelstar Raiders                       | 1984      | Julian Gollop      | Red Shift                             |
| Chaos: The Battle of Wizards            | 1985      | Julian Gollop      | Games Workshop                        |
| Rebelstar                               | 1986      | Julian Gollop      | Firebird                              |
| Rebelstar II                            | 1988      | Julian Gollop      | Silverbird Software                   |
| Laser Squad                             | 1988      | Mythos Games       | Blade Software MicroLeague            |
| Lords of Chaos                          | 1990      | Mythos Games       | Blade Software                        |
| UFO: Enemy Unknown                      | 1994      | Mythos Games       | MicroProse Spectrum HoloByte (Japan)  |
| X-COM: Apocalypse                       | 1997      | Mythos Games       | MicroProse                            |
| Magic and Mayhem                        | 1998      | Mythos Games       | Virgin Interactive Bethesda Softworks |
| The Dreamland Chronicles: Freedom Ridge | Cancelled | Mythos Games       |                                       |
| Laser Squad Nemesis                     | 2002      | Codo Technologies  | Got Game                              |
| Rebelstar: Tactical Command             | 2005      | Codo Technologies  | Namco                                 |
| Rebelstar 2: The Meklon Conspiracy      | Cancelled | Codo Technologies  |                                       |
| Chessmaster Live Live                   | 2008      | Ubisoft Sofia      | Ubisoft Feral Interactive (Mac OS X)  |
| Ghost Recon: Shadow Wars                | 2011      | Ubisoft Sofia      | Ubisoft                               |
| Assassin’s Creed III: Liberation        | 2012      | Ubisoft Sofia      | Ubisoft (PlayStation Vita)            |
| Chaos Reborn                            | 2015      | Snapshot Games     | Snapshot Games                        |
| Phoenix Point                           | 2019      | Snapshot Games     | Snapshot Games                        |